# Markermeer
Il Markermeer è un lago artificiale dei Paesi Bassi, con una superficie di 700 km², compreso tra le province Flevoland e Olanda Settentrionale, e il suo fratello maggiore, l'IJsselmeer. Si tratta di un lago poco profondo, con profondità compresa tra i 3 m e i 5 m, che prende il nome dalla piccola ex-isola, ora penisola, di Marken situata al suo interno.

## Descrizione
Il Markermeer insiste sulla porzione più occidentale di quello che fu lo Zuiderzee, un mare interno del Mare del Nord, sbarrato dall'Afsluitdijk ("diga di sbarramento") nel 1932, trasformandolo nell'IJsselmeer, lago con acqua dolce.
Gli anni successivi videro la bonifica di estesi tratti di terreno, trasformati in grandi polder nell'ambito dell'imponente progetto conosciuto come Zuiderzeewerken ("lavori dello Zuiderzee"). Uno di questi, il Markerwaard prevedeva di occupare l'area dell'attuale Markermeer. In vista della realizzazione di tale polder, fu costruita la diga Houtribdijk, o Markerwaarddijk, terminata nel 1976, che divide idrologicamente l'IJsselmeer in due; il Markermeer è la parte meridionale.
A causa del cambiamento delle priorità e dei dubbi sulla fattibilità finanziaria, la realizzazione del Markerwaard è stata rinviata a tempo indeterminato negli anni ottanta, e il Markermeer è da allora cominciato a diventare un prezioso bene ecologico e una risorsa ricreativa a sé stante.
Il Markermeer viene oggi utilizzato come serbatoio d'acqua dolce e tampone contro inondazioni e siccità. Nel 2003 i Paesi Bassi furono colpiti dalla siccità e diverse dighe minori rischiarono di prosciugarsi. L'acqua del Markermeer fu allora utilizzata per irrorare l'area circostante Amsterdam, mantenendo così le dighe in sicurezza.
Markermeer e IJsselmeer, attraverso il Ketelmeer sono collegati da un canale, l'Hoge Vaart, che, passando per Almere attraversa il Flevopolder per tutta la sua lunghezza.